# Sindrome di Cornelia de Lange
La sindrome di Cornelia de Lange (CdLS), o sindrome di Brachmann-de Lange o typus degenerativus amstelodamensis o nanismo degenerativo tipo di Amsterdam o anche nanismo Amsterdam, è un insieme di malformazioni caratteristiche che possono colpire un individuo, scoperta nel 1933 dalla pediatra olandese Cornelia de Lange, anche se in precedenza già un altro medico tedesco aveva descritto la sindrome e per questo come in altri casi la sindrome è conosciuta anche con i due nomi (Brachmann-de Lange). In Italia ne ha parlato il "Corriere della Sera" che ha descritto il caso di un bimbo inglese. nel maggio 2011.

## Epidemiologia
La stima di prevalenza è compresa tra 1/62 500 e 1/45 000 e fa quindi parte delle malattie considerate rare.

## Sintomatologia
Le caratteristiche comuni ai malati di tale sindrome sono:
- conformazione marcata ed arcuata delle sopracciglia
- labbra sottili
- ritardo psicomotorio o intellettivo
- irsutismo
- crescita scheletrica lenta, di conseguenza i bambini restano piccoli

Inoltre possono comparire difficoltà nella deglutizione, difetti di accrescimento degli arti e difetti cardiaci (cardiopatie congenite), convulsioni, otiti.

## Eziologia
La malformazione, non di carattere familiare, è dovuta all'anomalia genetica del cromosoma 5 (mappatura 5p11.3); il gene interessato è il NIPBL. 

## Terapia
Attualmente non esiste un trattamento efficace contro la sindrome di Cornelia de Lange, ma possono essere utilizzate terapie per diminuire gli eventi che si manifestano nello svilupparsi della malattia come la riabilitazione per la comunicazione verbale, farmaci che combattono le crisi convulsive e trattamenti chirurgici necessari in complicanze cardiache.